# Оконто Фолс (Висконсин)
Оконто Фолс (енгл. Oconto Falls) град је у америчкој савезној држави Висконсин.

## Демографија
По попису из 2010. године број становника је 2.891, што је 48 (1,7%) становника више него 2000. године.
| Група             | 2000.         | 2010.         |
| Белци             | 2.782 (97,9%) | 2.760 (95,5%) |
| Афроамериканци    | 4 (0,1%)      | 4 (0,1%)      |
| Азијати           | 10 (0,4%)     | 12 (0,4%)     |
| Хиспаноамериканци | 12 (0,4%)     | 35 (1,2%)     |
| Укупно            | 2.843         | 2.891         |